# Carnet de bal
Pour l’article homonyme, voir Un carnet de bal.

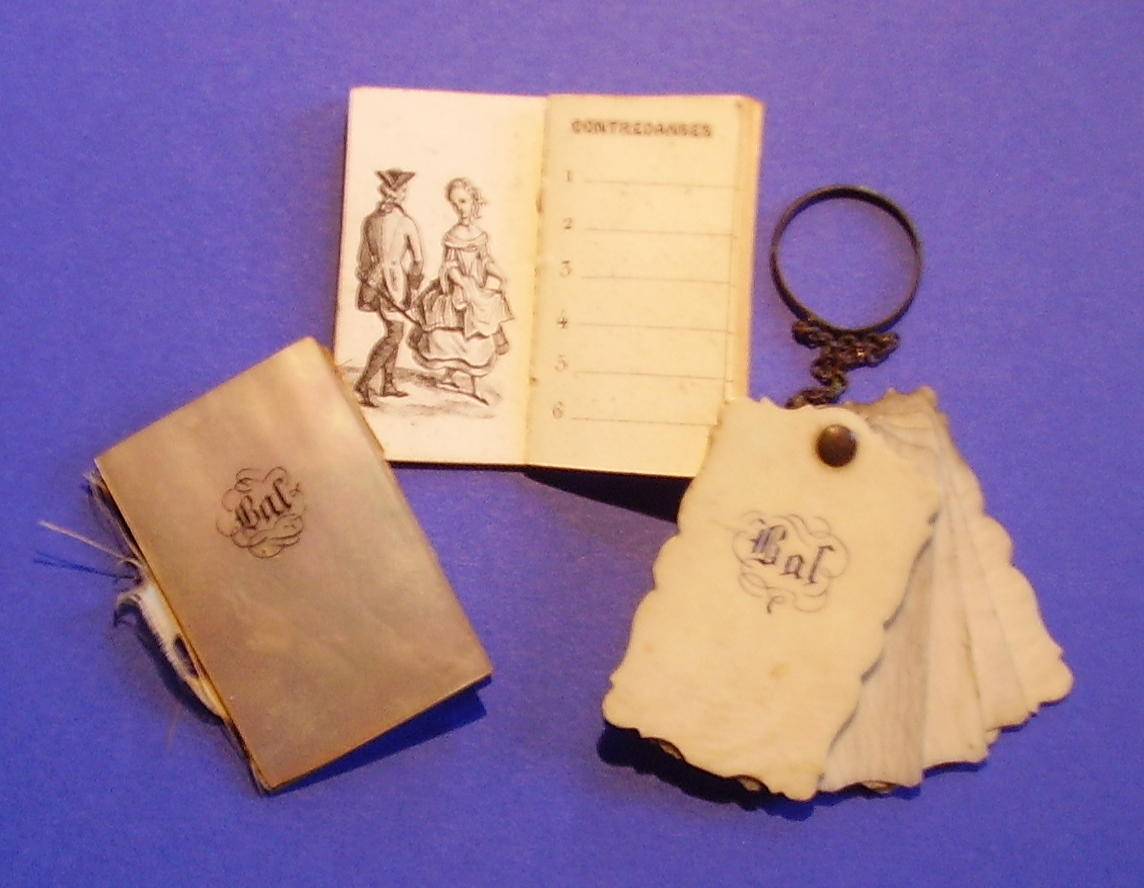
Carnets de bal en nacre et ivoire.

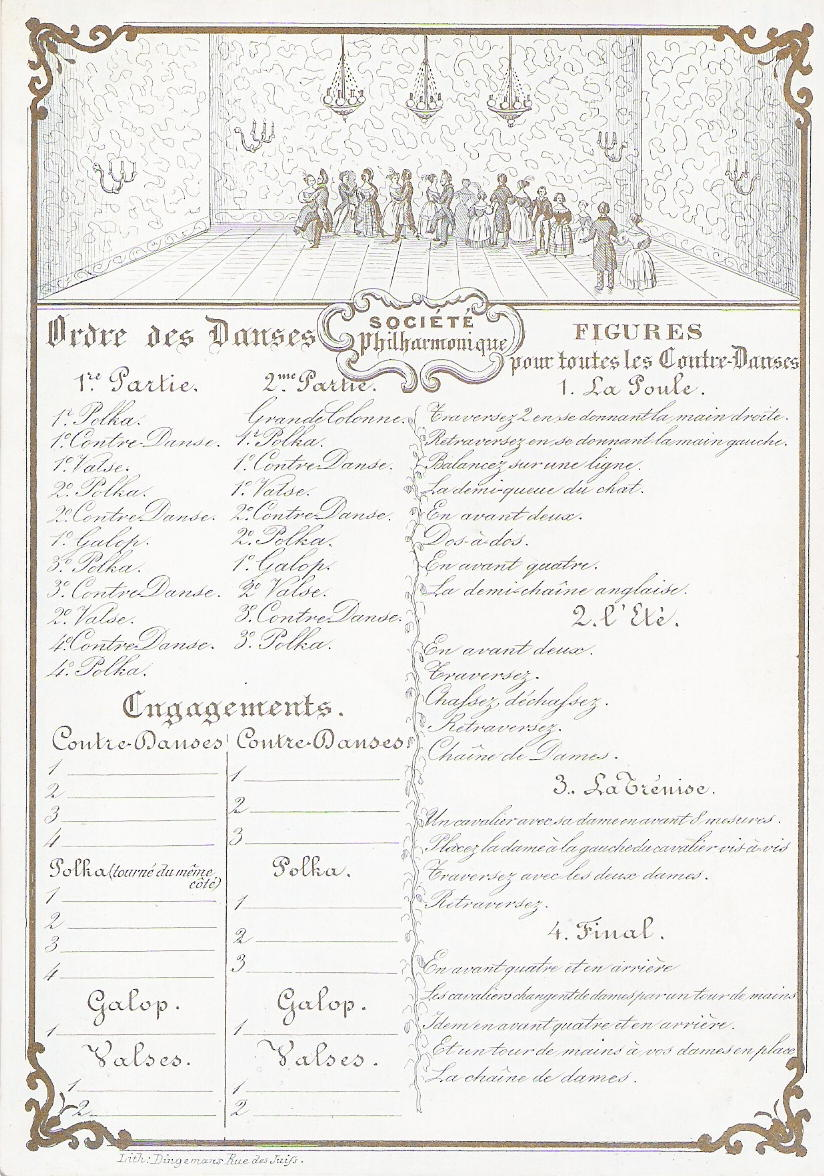
Carte porcelaine, Gand (?), bal de la Société philharmonique, s.d.

Le carnet de bal fait son apparition dans les bals publics aux alentours de 1820. Il sert d'aide-mémoire à la danseuse et contient l'ordre des danses qui sont au programme de la soirée. En regard de chaque danse, elle inscrit le nom du partenaire qui s'est proposé (ou celui qu'elle a sollicité). Peu à peu l'usage s'étend également aux hommes.
Le carnet de bal est un objet qui peut revêtir plusieurs formes : au début il s'agit d'un éventail au dos duquel on inscrit discrètement le nom du partenaire ; plus tard les fabricants en font un réel objet d'art, fait de matières précieuses comme l'argent, l'ivoire ou la nacre.
Mais il se réduit bien souvent à un carton imprimé exprès pour la soirée, voire à un petit carnet comportant autant de feuillets que de danses. Entre 1840 et 1865, la carte porcelaine remplace bien souvent le carton.